# Hot Rod Doesburg

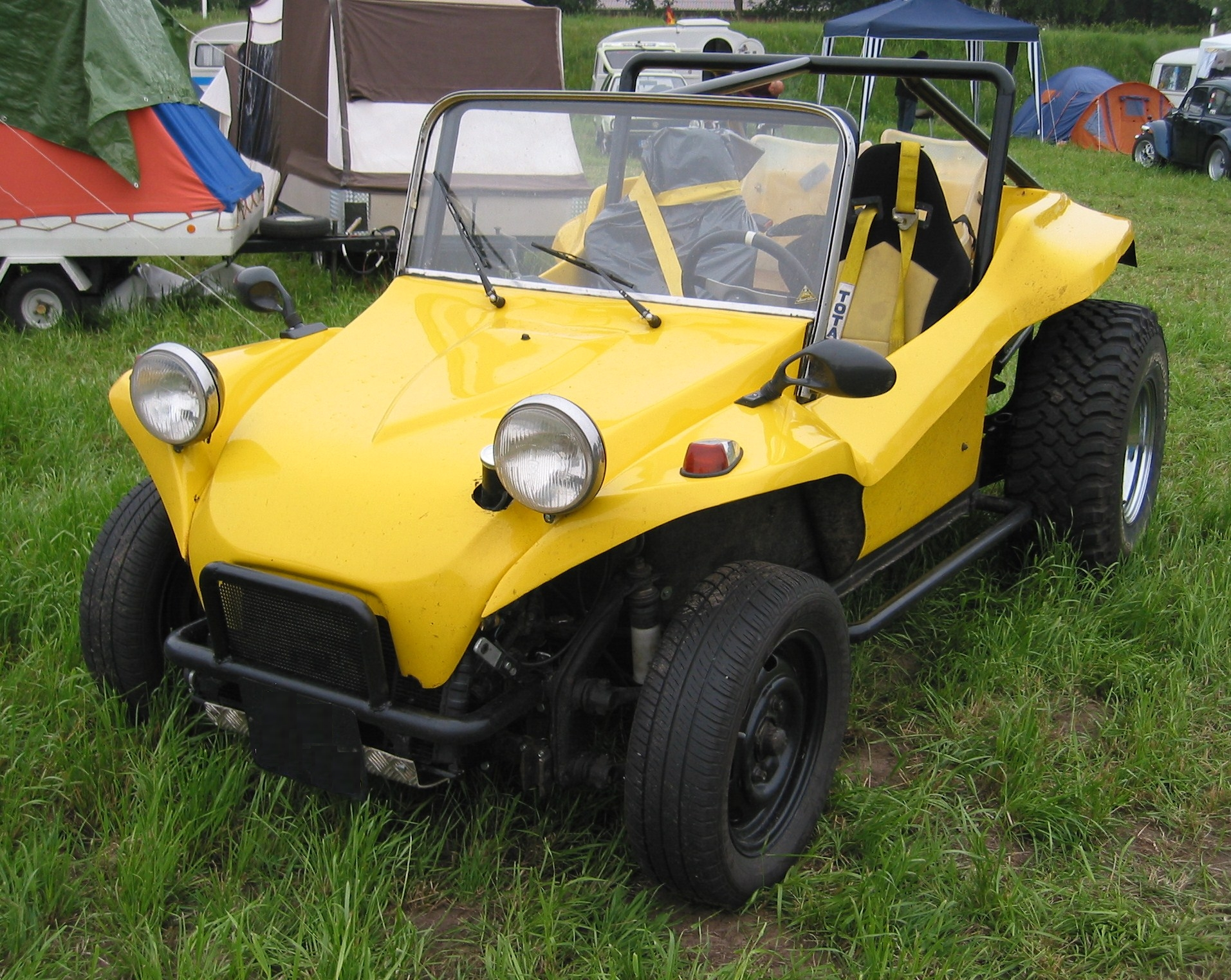
Hot Rod Sandman Buggy

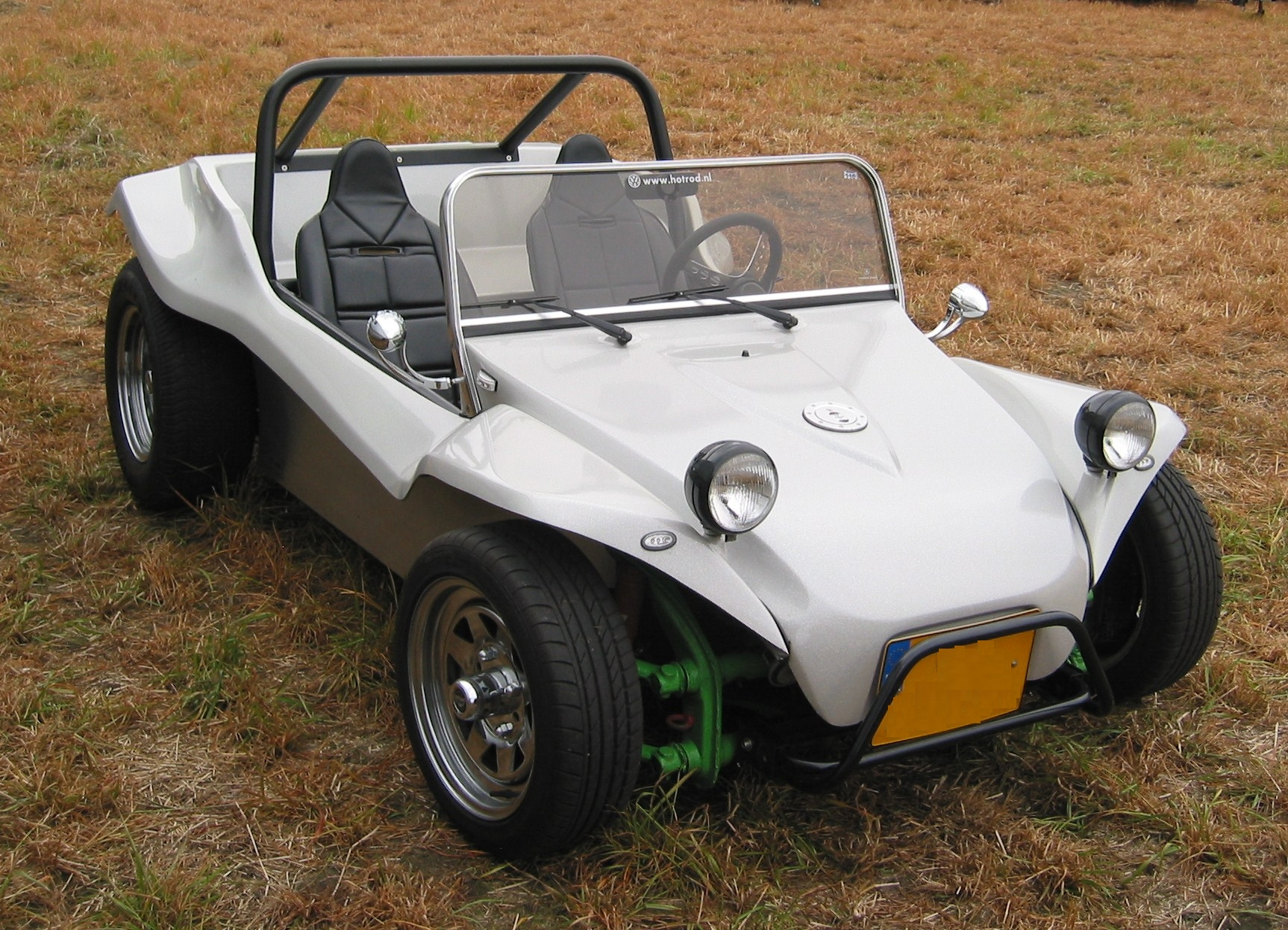
Hot Rod Sandman Buggy

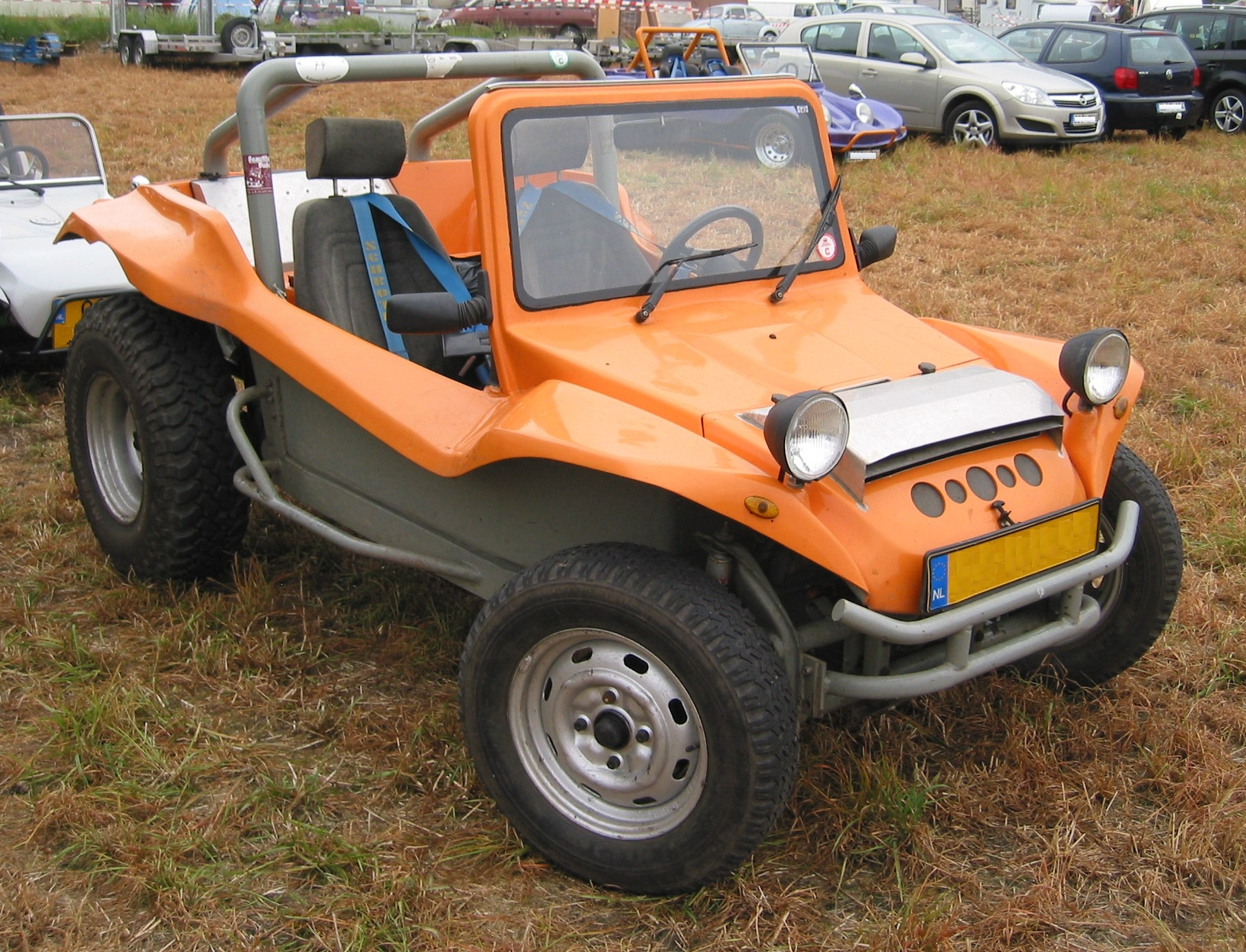
Hot Rod Sandman Buggy

Hot Rod Doesburg ist ein niederländischer Hersteller von Automobilen.

## Unternehmensgeschichte
High Speed aus Doesburg übernahm 1978 von Sportscar Special die Lizenz sowie die Karosserieformen für den Sportscarbuggy. 1985 erfolgte eine Umbenennung in Hot Rod Doesburg. Neben der Herstellung von Buggys wird auch eine Werkstatt für alte VW betrieben.

## Automobile
Das Unternehmen stellt seit 1978 den Sportscarbuggy her, der 2003 gründlich überarbeitet wurde. Die Fahrzeuge entstehen auf gekürzten Fahrgestellen vom VW Käfer.